# Rimantadina

Rimantadina.

La rimantadina (α-metil-1-adamantanometilamina en notación IUPAC) es un antiviral que se utiliza en el tratamiento de la gripe de tipo A.[cita requerida] Raramente se emplea como tratamiento preventivo. Habitualmente se administra por vía oral.

## Mecanismo de acción
No está totalmente dilucidado el mecanismo de acción de esta molécula, actúa inhibiendo la replicación en las fases tempranas, durante la descapcidación. Estudios genéticos indican que la proteína M2 del virus, que actúa como canal iónico, es codificada por el gen M2 del virión y desempeña un papel importante en la lucha del virus a la rimantadina. Su efecto es variable dependiendo del organismo y éste puede tardar en eliminar el virus de 72 a 120 horas por lo que se puede presentar temperatura elevada hasta no ser erradicado por completo (se recomienda usar complemento médico para dicho síntoma).

## Interacciones
El uso concomitante de paracetamol (acetaminofén) o aspirina con la rimantadina disminuye en un 10% aproximadamente la absorción de esta última. La cimetidina tiene el mismo efecto.

## Efectos secundarios
La rimantadina puede afectar al sistema gastrointestinal y al nervioso central. Sus efectos secundarios son menores que otros antivirales para la gripe, como el oseltamivir, por ejemplo. Algunos efectos secundarios comunes son: náuseas, ansiedad, falta de concentración, insomnio y molestias estomacales.
- Datos: Q42171
- Multimedia: Rimantadine / Q42171